# Sistema Nacional de Salut (Espanya)
Els Sistema Nacional de Salut d'Espanya és "el conjunt de serveis de salut de l'Administració de l'Estat i dels Serveis de Salut de les Comunitats Autònomes" (art. 44.2 de la Llei 14/1986, de 25 d'abril, General de Sanitat).
El desenvolupament de la cobertura sanitària prevista en la Constitució espanyola de 1978 es fa a partir de la Llei General de Sanidad de 1986, que en el seu article 3 estableix que l'assistència sanitària s'estenga a tota la població espanyola, i el Decret d'Universalització de 1989 que amparà al Sistema Nacional de Salut a les persones sense recursos econòmics i que no tenen cap tipus de cobertura. Açò va fer que el dret sanitari espanyol avancés des del 77% el 1977 fins al 99,6% el 1995, sobre el conjunt de la població espanyola.

## Organització dels serveis
En cada comunitat autònoma es constitueix un servei de salut integrat per tots els centres, serveis i establiments de la pròpia comunitat, diputacions, ajuntaments i totes les altres administracions territorials intracomunitàries que gestionen sota la responsabilitat de la comunitat autònoma. Els centres i serveis de salut de les corporacions locals s'integren al Sistema Regional de Salut. El govern pot harmonitzar l'assistència sanitària de les Diputacions Provincials i dels Ajuntaments.
Les comunitats autònomes creen demarcacions anomenades Àrees de Salut, dirigides per un òrgan propi on les corporacions locals hi tenen una representació no inferior al 40%. Les àrees de salut es divideixen en Zones Bàsiques de Salut, on els Centres de Salut i els Laboratoris de Salut fan les seues activitats sanitàries.

## Finançament
El finançament de les prestacions està establert per la Llei de Cohesió i Qualitat del Sistema Nacional de Salut (LSNS) que n'està a càrrec principalment cada comunitat autònoma. Hi ajuda el Fons de Cohesió Sanitària, gestionat pel Ministeri de Sanitat i Consum.

## Catàleg de prestacions
És el catàleg de serveis preventius, diagnòstics, terapèutics, rehabilitadors, de promoció i manteniment de la salut dirigits a la ciutadania a través del Sistema Públic de Salut. La LSNS introduí l'atenció sociocomunitària en el catàleg (art. 14), limitant-se a l'àmbit sanitari.